# Station Fairview–Pointe-Claire
Ne doit pas être confondu avec Gare Pointe-Claire.
La station Fairview–Pointe-Claire est une future station du Réseau express métropolitain située à côté du centre commercial Fairview Pointe-Claire dans la ville de Pointe-Claire au Québec.